# Якимович, Алексей Николаевич
Алексе́й Никола́евич Якимо́вич (бел. Аляксе́й Мікала́евіч Якімо́віч, род. 15 октября 1949) — белорусский писатель, педагог, драматург. Член Союза писателей СССР (1990).

## Биография
Алексей Якимович родился 15 октября 1949 года в деревне Поречье Слонимского района Гродненской области в крестьянской семье.
В 1972 году окончил отделение филологического факультета Белорусского государственного университета имени В. И. Ленина. Работал учителем на Слонимщине — в Костровитской восьмилетней школе, Жировичской средней школе, организатором внеклассной и внешкольной воспитательной работы в Жировичской средней школе, директором Деревянчицкой восьмилетней школы. С 1982 года — воспитатель группы продлённого дня, с 1983 год — учитель Костенёвской неполной средней школы.

## Творчество
Писательский дебют состоялся в 1967 году («Піянер Беларусі»). Известен как автор сказочных и фантастических произведений для детей. Пишет на исторические темы.

### Повести
- бел. «Гордзіеў вузел, альбо Нявыдуманыя гісторыі з жыцця Алеся Пятрашкі» («Гордиев узел, или Непридуманная история из жизни Алеся Петрашки») (1987) (Художник В. Ф. Александрович)
- бел. «Эльдарада просіць дапамогі» («Эльдорадо просит о помощи») (1989) (Художник В. А. Макаренко)
- бел. «Сакрэт Тунгускага метэарыта. Прыгоды шасцікласніка Максіма : Аповесці» («Секрет Тунгуского метеорита. Приключения шестиклассника Максима : Повести») (1993)
- бел. «Пастка для пярэваратня : Аповесці» («Капкан для оборотня : Повесть») (1997)
- бел. «Я, Сямён і барабашка : аповесць-казка» («Я, Семён и барабашка : повесть-сказка») (2011) (Художник В. С. Пощастьев)
- бел. «Як дзядуля ў прыкметы верыў : аповесць пра школьныя гады» («Как дедушка в приметы верил : повесть из школьных лет») (2012) (Художник В. С. Пощастьев)
- бел. «Калі кукавала зязюля : аповесці» («Когда куковала кукушка : повести») (2013)

### Сборники прозы для детей
- бел. «Пра багоў язычніцкіх : Паданні з мінулага» («Про языческих богов : Легенды из прошлого») (2000)
- бел. «Рыжык : Апавяданні і казкі з малюнкамі школьнікаў Слонімскага раёна» («Рыжик : Рассказы и сказки с рисунками школьников Слонимского района») (2002)
- бел. «Каб мама ўсміхалася : апавяданні, казкі, смяшынкі» («Чтобы мама улыбалась : рассказы, сказки, смешинки») (2010, 2012) (Художник В. С. Пощастьев)
- бел. «Казкі-падказкі» («Сказки-подсказки») (2012)
- бел. «Хітрая ліса : апавяданні, казкі» («Хитрая лиса : рассказы, сказки») (2011, 2013) (Художник В. С. Пощастьев)

### Драматические произведения
- бел. «Аварыйная пасадка, обо Першы дыназаўрык» («Аварийная посадка, или Первый динозаврик») (2003)

### Дидактическая литература
- бел. «Дыдактычны матэрыял да ўрокаў навучання грамаце па раздзеле "Навучанне грамаце" курса "Методыка выкладання беларускай мовы ў пачатковых класах"» («Дидактические материалы для уроков обучения грамоте») (2000)
- бел. «Займальны алфавіт : Казкі і гульні з малюнкамі школьнікаў Слоніма» («Занимательный алфавит») (2001)
- бел. «Жывыя літары : Дыдактычны матэрыял да ўрокаў навучання грамаце» («Живые буквы») (2002)
- бел. «Алфавіт ад А да Я : дапаможнік для настаўнікаў пачатковых класаў» («Алфавит от А до Я») (2009)

### Избранное
- бел. «Аповесці» («Повести») (2010)

### В переводе на русский язык
- Якимович, А. Н. Забавный алфавит : [сборник занимательных стихотворений, загадок, поговорок, пословиц, игровых упражнений : пособие / А. Н. Якимович // Авториз. пер. с белорус. Н. Марушкевича ; Худож. Г. Скоморохов. — Минск : Беларусь, 1964. — 208 с.